# Akcent transatlantycki
Akcent transatlantycki (ang. mid-Atlantic) – typ wymowy w języku angielskim, będący mieszaniną cech standardowej wymowy brytyjskiej i wymowy amerykańskiej. Był stosowany głównie w amerykańskich filmach do wczesnych lat 40., a także nauczany w drogich prywatnych szkołach na wschodnim wybrzeżu USA. Jest słyszalny w takich filmach jak Śniadanie u Tiffany’ego  i Przeminęło z wiatrem, charakterystyczny np. dla aktorek Ingrid Bergman, Audrey Hepburn i Katharine Hepburn, a także osobistości ze świata polityki, takich jak Jacqueline Kennedy Onassis czy Franklin Delano Roosevelt.

## Historia

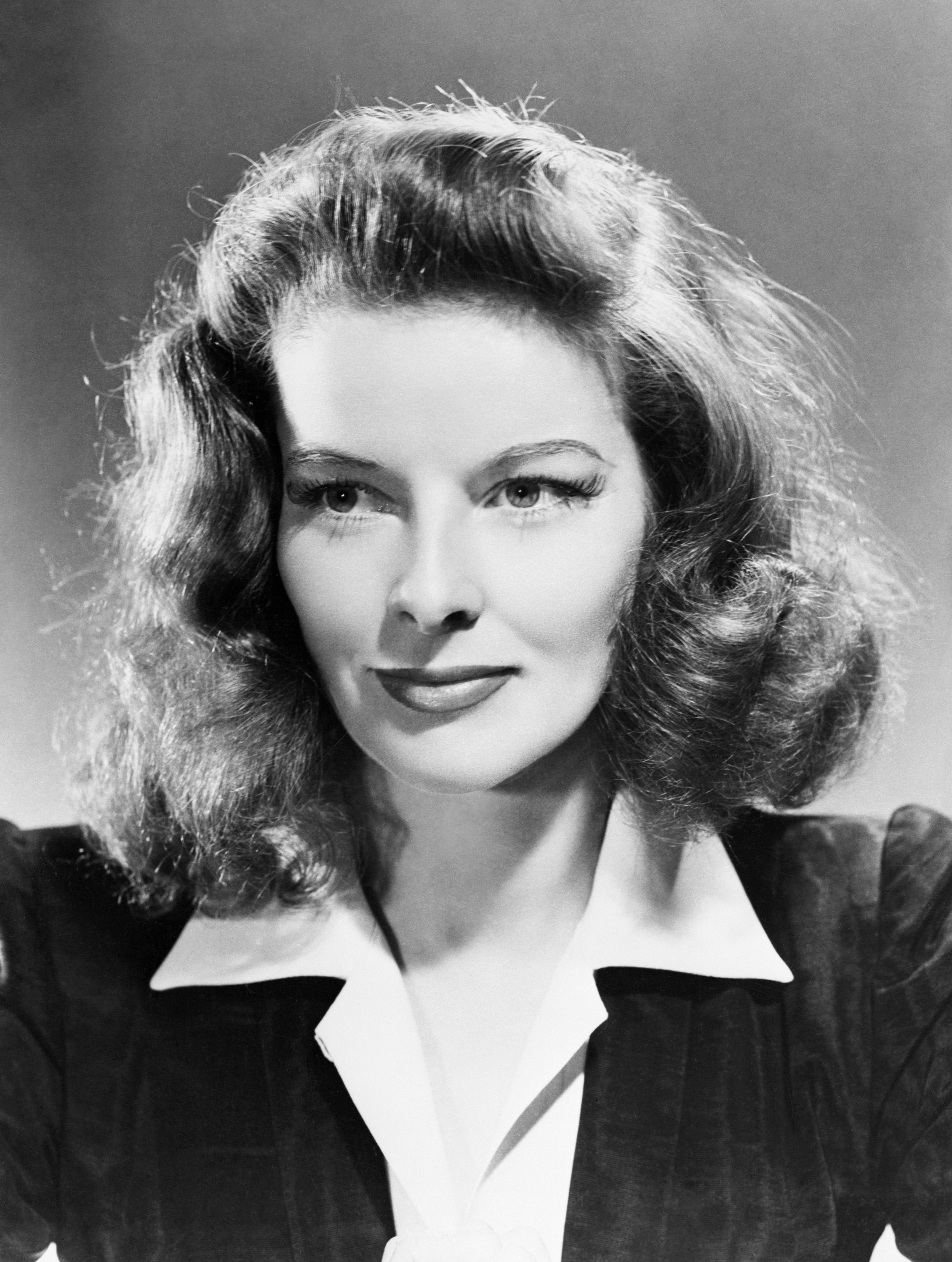
Katharine Hepburn, aktorka używająca akcentu transatlantyckiego

Specyficzna wymowa wykształciła się na początku XX wieku, kiedy aktorzy amerykańscy zaczęli naśladować akcent wyższych klas brytyjskich. W tym samym czasie australijski fonetyk William Tilly opracował spójne zasady World English („wymowy światowej”), który przyjął się w amerykańskich teatrach na co najmniej kilkadziesiąt lat. Mimo zainteresowania World English ze strony nowojorskich nauczycieli prawdziwy przełom w używaniu tego akcentu nastąpił dopiero za sprawą kina mówionego. Ten rodzaj akcentu przyjął się również w prestiżowych szkołach na północnym wschodzie Stanów Zjednoczonych. Wydana w 1942 książka Edith Skinner Speak with Distinction skodyfikowała reguły wymowy aktorskiej i scenicznej. Reżyserowie używali akcentu transatlantyckiego ze względu na jego neutralność; można go było użyć, kiedy akcja filmu nie toczyła się w realiach amerykańskich. W związku z przemianami społecznymi akcent zanikł w latach 50. XX wieku.

## Cechy akcentu transatlantyckiego
- Zanik spółgłoski /h/ w wielu kontekstach: (h)uge, (h)uman
- unikanie rotacyzmów – niewymawianie /r/ w kontekście spółgłoskowym na wzór wymowy Received Pronunciation
- preaspiracja – przydech przy wymawianiu słów zaczynających się na /w/: (h)which, (h)white[1]
- wyraźne wymawianie samogłosek[3]